# Joest Racing
Pour les articles homonymes, voir Joest.
 (avril 2023).
Si vous disposez d'ouvrages ou d'articles de référence ou si vous connaissez des sites web de qualité traitant du thème abordé ici, merci de compléter l'article en donnant les références utiles à sa vérifiabilité et en les liant à la section « Notes et références ».
Le Joest Racing est une écurie automobile fondée en 1978 par Reinhold Joest. Les locaux de l'écurie se trouvent à Wald-Michelbach en Allemagne. Depuis 1984, le Joest Racing a remporté de nombreuses courses en endurance avec différentes marques, dont 16 fois les 24 Heures du Mans, ce qui constitue encore aujourd'hui un record pour une écurie. Son fondateur est un ancien pilote de sport-prototype qui a notamment remporté les 24 Heures de Daytona en 1980 et a terminé deuxième des 24 Heures du Mans la même année avec Jacky Ickx.
En 1984, l'écurie remporte les 24 Heures du Mans pour la première fois de son existence. Mais l'année suivante, le Joest Racing remporte à nouveau la course, et parvient à devancer les Porsche 962c engagées par l'usine. En 1999, l'écurie s'associe avec Audi Sport et prend le nom de Audi Sport Team Joest.

## Fondation et premiers succès
Reinhold Joest décide de fonder sa propre équipe après avoir terminé troisième des 24 Heures du Mans 1978 sur une Porsche 935. La première voiture qu'il aligne en compétition est une Porsche 908/3 dans le championnat d'Europe des voitures de sport. Il remportera lui-même cette compétition. L'année suivante, l'équipe s'engage dans le championnat du monde des voitures de sport (WSC) où les premiers succès ne seront pas long à venir. Avec la 908/3, l'équipe remportera les 6 heures de Dijon et les 6 heures de Brands Hatch.
Les deux premières grandes victoires du Joest Racing arrivent en 1980 puisque cette année-là, Reinhold Joest remporte avec Rolf Stommelen les 24 Heures de Daytona ainsi que les 1 000 km du Nürburgring sur le célèbre Nordschleife. 
En 1982, Reinhold Joest décide de mettre un terme à sa carrière de pilote pour se concentrer uniquement sur le management de son équipe. L'équipe décide alors de recruter Bob Wollek. Ce dernier remporte au volant d'une Porsche 936 le Deutsche Rennsport Meisterschaft en 1982 et 1983. En 1983, l'équipe décide d'engager deux Porsche 956 pour le Mans ainsi qu'une 936 dotée d'un toit, qui permettra notamment à l'équipe d'être admise dans le Groupe C. Le Joest Racing y réalisera une bonne performance puisqu'elle se classera quatrième, derrière deux Porsche d'usine ainsi que le Kremer Racing. La même année, les Porsche du Joest Racing devancent cette fois les Prototypes 956 d'usine lors de la manche d'ouverture du WSC à Monza. En fin d'année, l'équipe permettra à Wollek de devenir l'unique champion d'Europe d'Endurance (premier en ESC à Monza - manche comptabilisée en championnat mondial et continental - et à Mugello), et elle parviendra aussi à s'imposer en Porsche Cup et en DRM (Wollek).

## Premiers succès au Mans
Aux 24 Heures du Mans 1984, le Joest Racing remporte la première de ses neuf victoires au Mans, en l’absence de l’écurie d’usine de Porsche, avec Klaus Ludwig et Henri Pescarolo au volant d’une Porsche 956. La même année, l'équipe parvient à s'imposer aux 24 Heures de Daytona. En 1985, le Joest Racing devient la deuxième équipe après JW en 1968 et 1969 à remporter une deuxième victoire consécutive sur le même châssis. Il s’agissait du châssis Porsche 956 numéro 117. Ludwig est alors accompagné de l'italien Paolo Barilla et du pilote homme d'affaires allemand Louis Krages. En 1986, après notamment une troisième place au Mans, le Joest Racing parvient à monter plusieurs fois sur la plus haute marche du podium en WSC au Norisring ainsi qu'au Mont Fuji, devant les Porsche 962 d'usine.

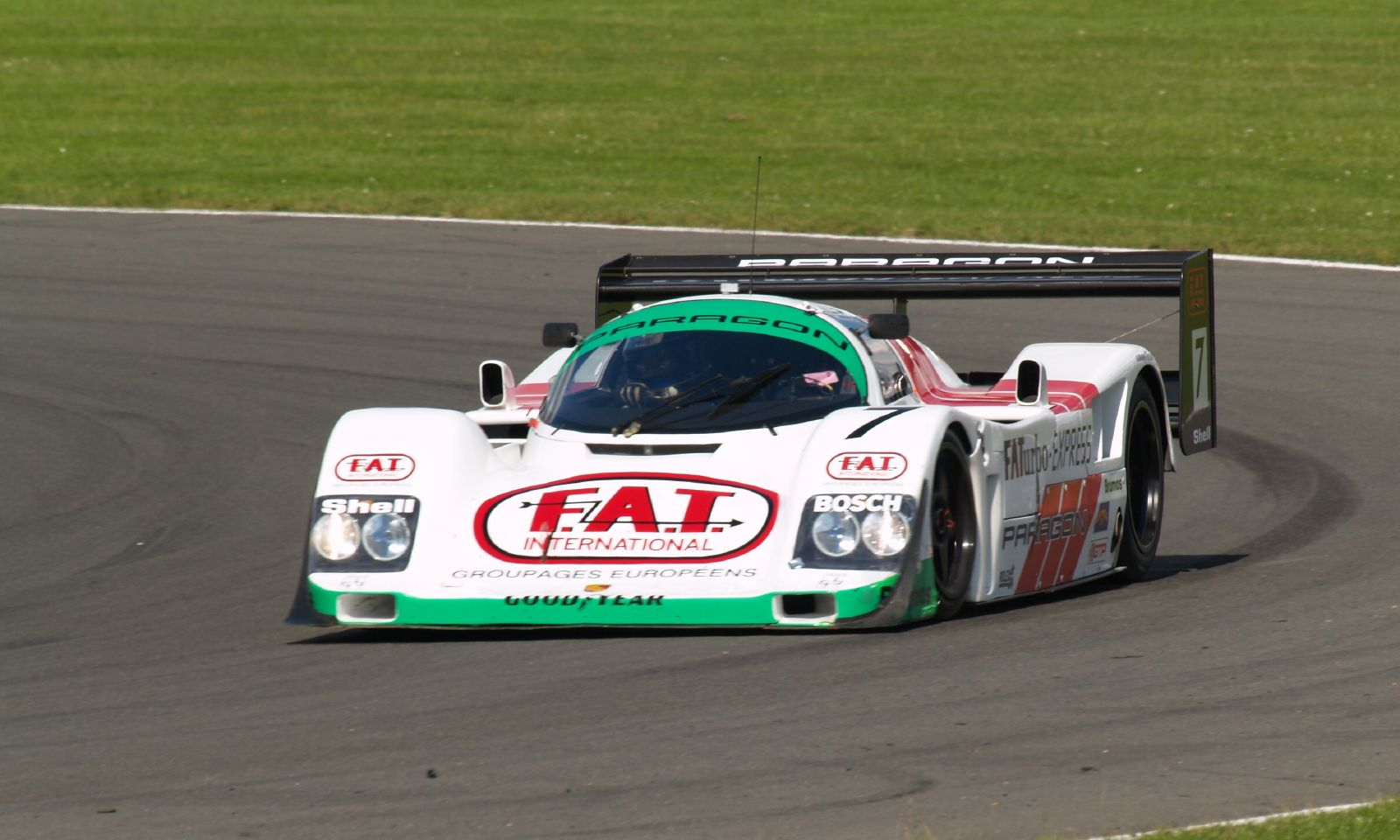
La Porsche 962 qu'ils utilisèrent dans le Championnat IMSA GT.

Après avoir abandonné à la suite de problèmes de moteur aux 24 Heures du Mans 1987, et en abandonnant le titre en Porsche Cup, l'équipe termine troisième au Mans en 1988 et remporte à nouveau la Porsche Cup.
En 1989, la FIA introduit un nouveau règlement moteur pour le Groupe C. Il s’agit du moteur de 3,5 litres, déjà présent en Formule 1. Le poids des voitures comme les Porsche 962 du Joest Racing sont augmentés. L'équipe parviendra malgré tout à remporter les 6 heures de Dijon, à terminer deuxième du WSC ainsi que troisième des 24 Heures du Mans.
Porsche décidera de désigner le Joest Racing comme son équipe d'usine en 1990 avec trois Porsche 962. Mais malgré cette reconnaissance de Porsche, la saison sera décevante car son meilleur résultat sera une 4e place à Silverstone et au Mans. L’équipe décida de participer en parallèle au nouveau championnat IMSA GT qui commençait en 1990.
En 1991, l’équipe remporte les 24 Heures de Daytona avec Bob Wollek, Henri Pescarolo et Louis Krages. La Porsche Cup revient une nouvelle fois à Joest en fin de saison. Mais avec la montée en puissance des écuries d'usine de Nissan, Jaguar et autre Toyota, les Porsche du Joest Racing connaissent une période de non-succès. Après une troisième place au 12 Heures de Sebring en 1992, l'équipe remportera une huitième fois la Porsche Cup. La dernière victoire dans le championnat IMSA de cette équipe a lieu à Road America en 1993.

## Le Joest Racing et Opel
En fin ce saison, le Team commence une nouvelle histoire en développant et faisant courir les Opel Calibra en DTM. La nouvelle Opel fait son apparition pour la dernière manche de l'année 1993 à Hockenheim. À son volant, Keke Rosberg marque les 1er points de l'équipe. Ils remportent l’ITR Gold Cup à Donington Park en 1994 avec Manuel Reuter au volant. Ils remportent également en 1996 le nouveau championnat International ITC qui succéde provisoirement au DTM, toujours avec Opel. Pour la saison 1994, Manuel Reuter, Keke Rosberg et Louis Krages sont désignés comme pilotes pour cette année. Malgré une saison globalement mauvaise, Manuel Reuter va mener à Donington l'Opel à sa 1re victoire. La saison 1995 est à peu près la même qu'en 1994 mais sans victoires. Seul Reuter terminera 2 fois sur un podium. Mais en 1996, le DTM a subi un gros changement. La volonté d'internationaliser cette série a conduit à la création de l'ITC. Et cette année-là, Manuel Reuter parvient à remporter le sacre devant les Mercedes.

## Retour au Mans

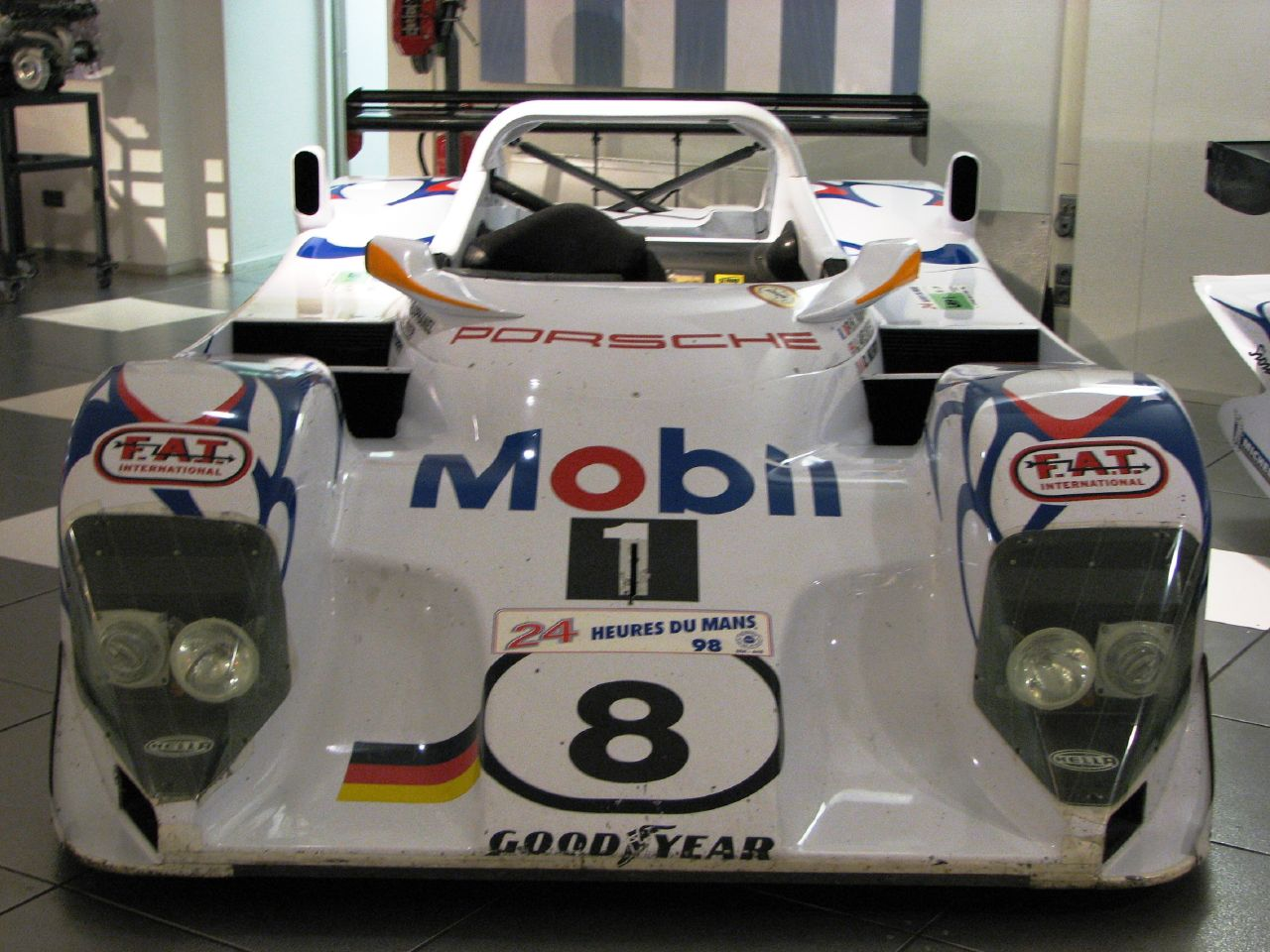
Le châssis Porsche WSC-95 préparé pour les 24 Heures du Mans 1998.

À la fin de l'année 1995, Porsche décide de faire préparer ses voitures par Tom Walkinshaw pour courir aux 24 Heures de Daytona 1996. La Porsche WSC-95 est dessinée à partir de la Jaguar XJR-14. Le principal changement est le retrait du toit. Mais en raison d'un changement de règlement, le prototype est abandonné. En 1996, Porsche décide de le reprendre et le confie de nouveau aux hommes du Joest Racing. Ils mettent au point la WSC-95 pour courir au 24 Heures du Mans.
L'équipe remporte la course de 1996 avec Davy Jones, Manuel Reuter et Alexander Wurz devant les deux Porsche GT1 d'usine. L'équipe revient en 1997 et remporte un deuxième succès consécutif avec la même voiture avec cette fois-ci à son volant, Michele Alboreto, Stefan Johansson et Tom Kristensen. Cette année-là, l'équipe n'avait à son programme que les 24 Heures du Mans, du fait de l'arrêt de l'ITC pour des raisons de coût trop élevés. Tout comme dans les années 1980 avec la 956, le Team Joest visait une troisième victoire consécutive en 1998. Mais cette fois-ci, pendant qu'une Porsche GT1 officielle remporte la victoire, les Porsche du Joest Racing ne terminent pas la course. L'équipe termine malgré tout à la deuxième place à Road Atlanta.

## Audi Sport Team Joest

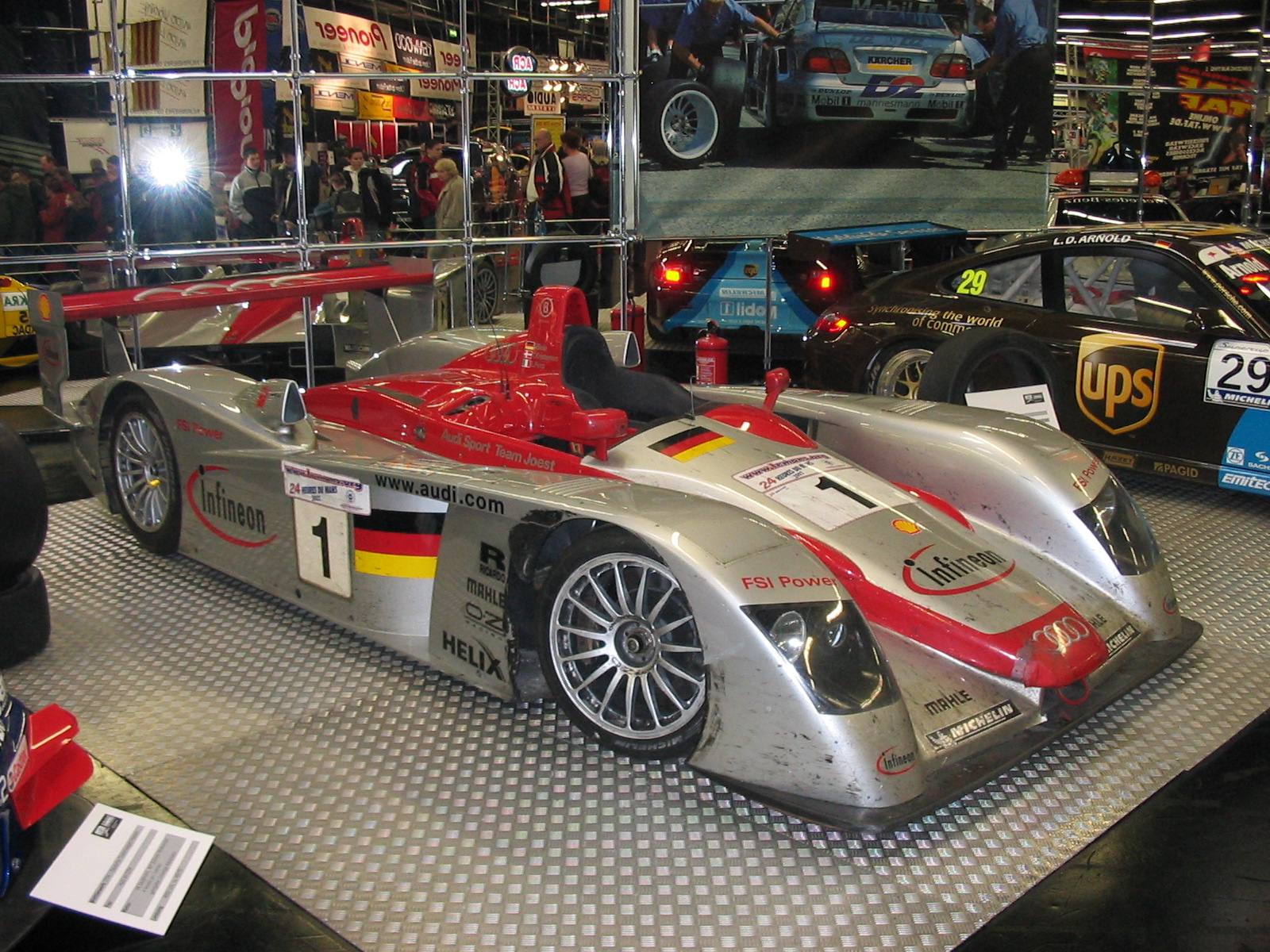
Le prototype R8 du Team Joest, vainqueur trois fois de suite des 24 Heures du Mans.

Après une longue histoire avec Porsche, le Joest Racing entre dans une nouvelle ère, en signant un contrat en 1998 avec Audi pour développer les nouvelles voitures pour les 24 Heures du Mans 1999. Audi, non certain de la meilleure option à suivre décide de préparer deux projets parallèlement. Tout d'abord la R8C, un prototype fermé, est développé par le Racing Technology Norfolk. Mais, alors que celui-ci ne parvient pas à fonctionner correctement, le Joest Racing prépare le prototype ouvert R8R, qui parvient, lui, à terminer troisième et quatrième en 1999 derrière une Toyota et une BMW.
Après cette première participation, Audi choisit de développer la R8 avec le Joest Racing et commence une longue période de succès.  
En 2000, Audi s'engage en American Le Mans Series, et débute pour la première fois avec la R8 aux 12 Heures de Sebring 2000. Audi réalise le doublé devant les deux BMW V12 LMR officielles. Audi remporte dix des douze courses du calendrier. Au Mans, Audi réalise un triplé assez facile par le manque de concurrence, notamment BMW qui a préféré ne pas défendre sa couronne cette année là. 
Entre 2001 et 2002, la R8 remporte deux fois de suite les 24 Heures du Mans avec à son volant Tom Kristensen, Frank Biela et Emanuele Pirro ainsi que l'ALMS en 2001 et 2002. 

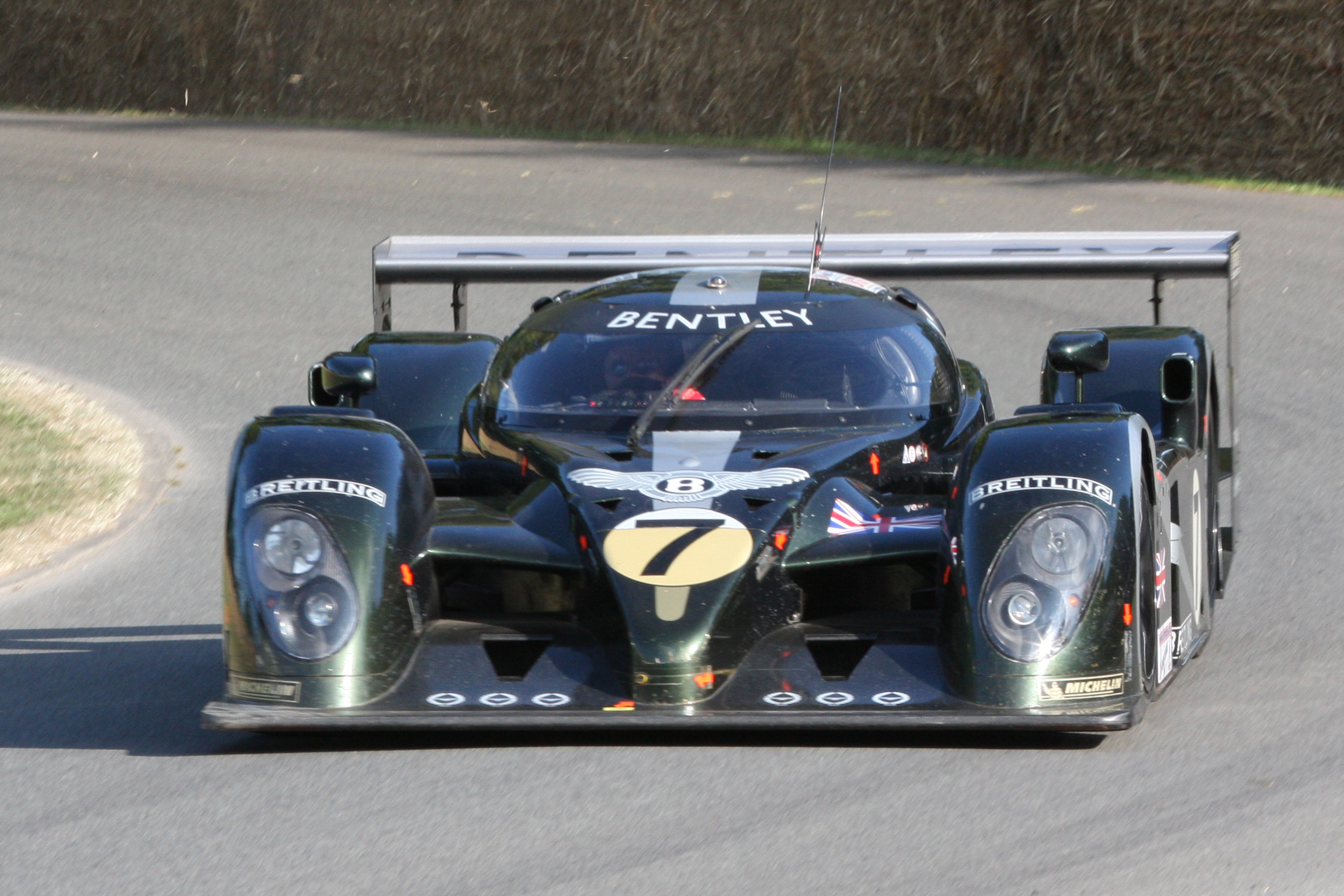
Bentley Speed 8.

En 2003, le Joest Racing est de nouveau choisi par le groupe Volkswagen pour prendre le développement de la Bentley Speed 8 pour une année. La Bentley remporte l'édition 2003 et réalise un doublé facile avec à son volant Tom Kristensen, Rinaldo Capello et Guy Smith. La voiture est construite sur les bases de la R8C de 1999. La Bentley a également participé aux 12 Heures de Sebring 2003 avec une troisième et une quatrième place. 
Le Team Joest était officiellement présent cette année là avec le Infineon Team Joest et la R8 avec comme pilote Frank Biela et Marco Werner. L'équipe a remporté l'ALMS 2003 avec comme principal concurrent le Champion Racing ADT. 
En 2004, le Joest Racing retourne en DTM, toujours avec Audi, en travaillant avec le Team Abt, mais les résultats seront très décevants avec notamment Emanuele Pirro et Frank Biela. Tout comme en 2005, le partenariat entre Joest et le team Abt pour Audi ne porte pas ses fruits.
Le Joest Racing revient au Mans pour développer la R10 à moteur Diesel pour la saison 2006, ce qui sera un grand succès, car elle remporte l'épreuve avec Frank Biela, Marco Werner ainsi que Emanuele Pirro. Le Audi Sport North America filiale du Team Joest remporte l'ALMS en 2006.

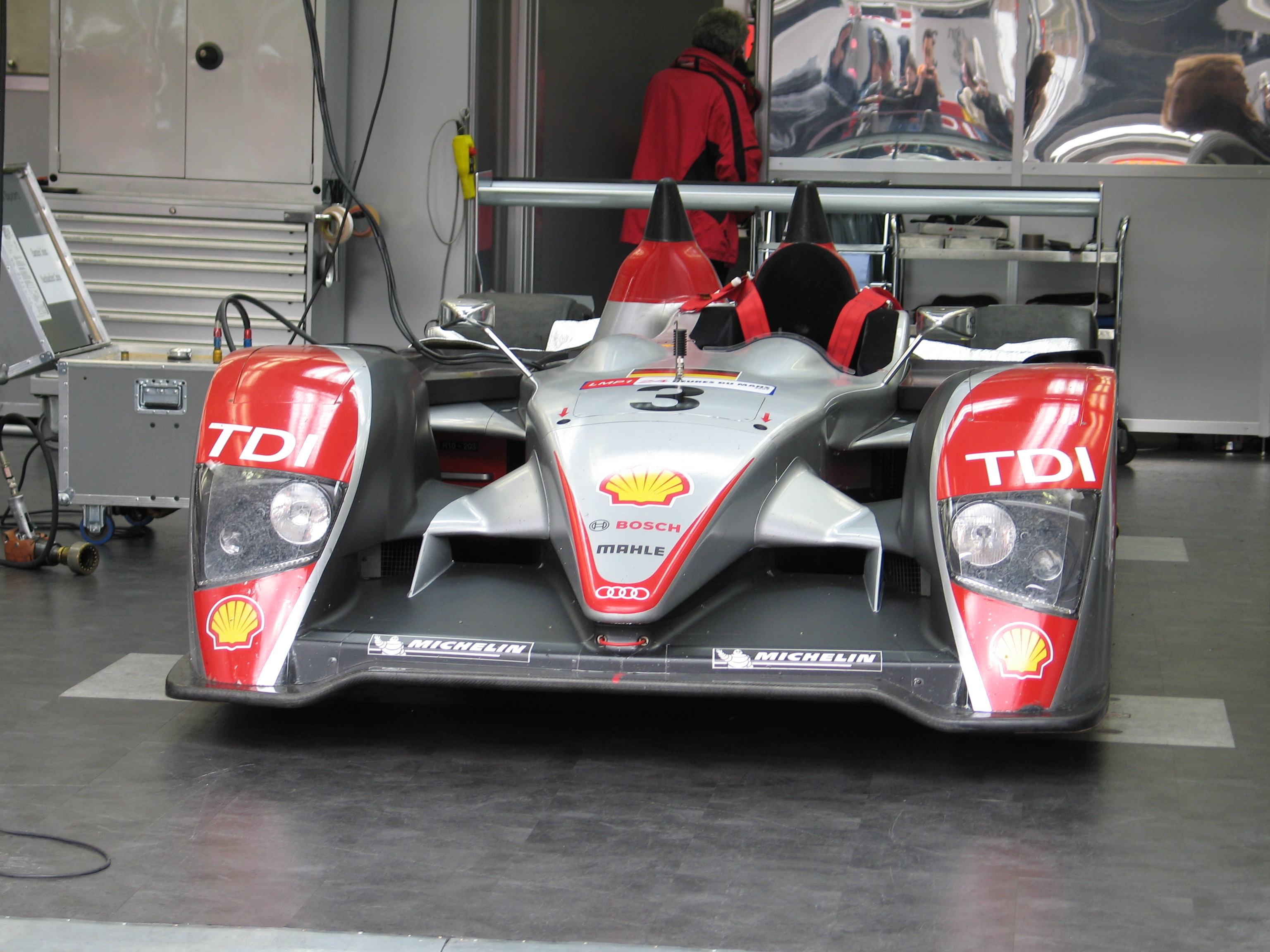
Audi R10 TDI.

En 2007 Audi utilise toujours la R10 TDI et remporte les 24 Heures du Mans ou la première confrontation avec Peugeot a eu lieu. La R10 TDI remporte l'American Le Mans Series 2007 et termine seconde derrière Peugeot du Le Mans Series 2007. En 2008 et pour la dernière année de la R10 TDI, Audi remporte l'ALMS, les 24 Heures du Mans et Le Mans Series.

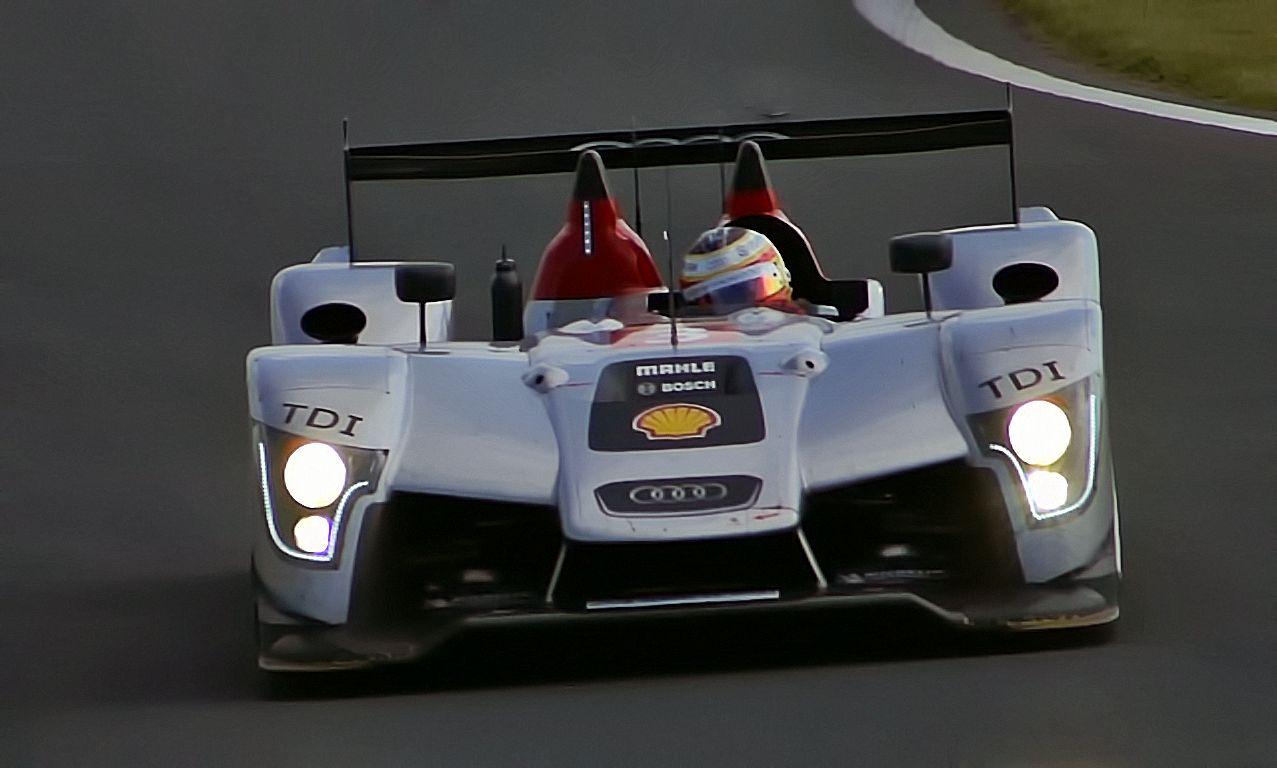
Audi R15.

Lorsque Audi décide de développer le nouveau prototype R15 pour 2009, après une victoire aux 12 Heures de Sebring face à Peugeot, la Audi R15 n'est pas au niveau et ne remportera qu'une seule course en 2009. Le Team Joest ne remporte pas les 24 Heures du Mans 2009 et se contente d'une troisième place.

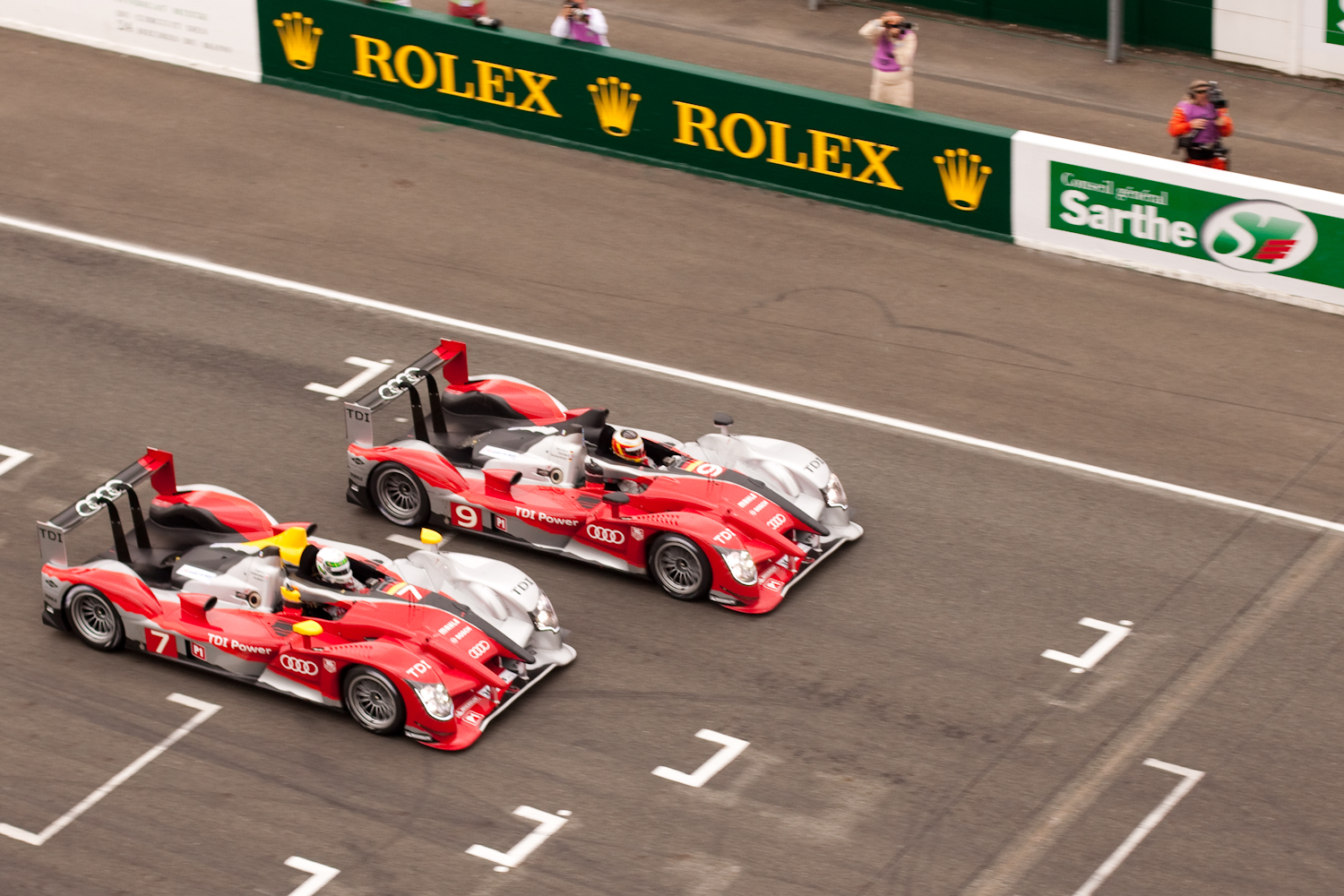
Le triplé Audi en 2010.

En 2010, de grosses évolutions sont faites sur la R15, devenant la R15+ TDI. L'équipe termine deuxième de l'ILMC 2010 mais remporte les 24 Heures du Mans par un triplé miraculeux qui a vu les quatre Peugeot 908 HDI FAP nettement au-dessus des R15 abandonner les unes après les autres. 
En 2011, Audi abandonne le prototype ouvert de type « barquette » et passe à un prototype « fermé » pour un meilleur aérodynamisme. La R18 TDI remporte les 24 Heures du Mans 2011 avec une seule voiture à l'arrivée, les deux autres Audi ont été détruites dans des accidents avec des GT. Durant le reste de la saison, la R18 va souffrir face à la Peugeot 908 comme lors des années précédentes. 

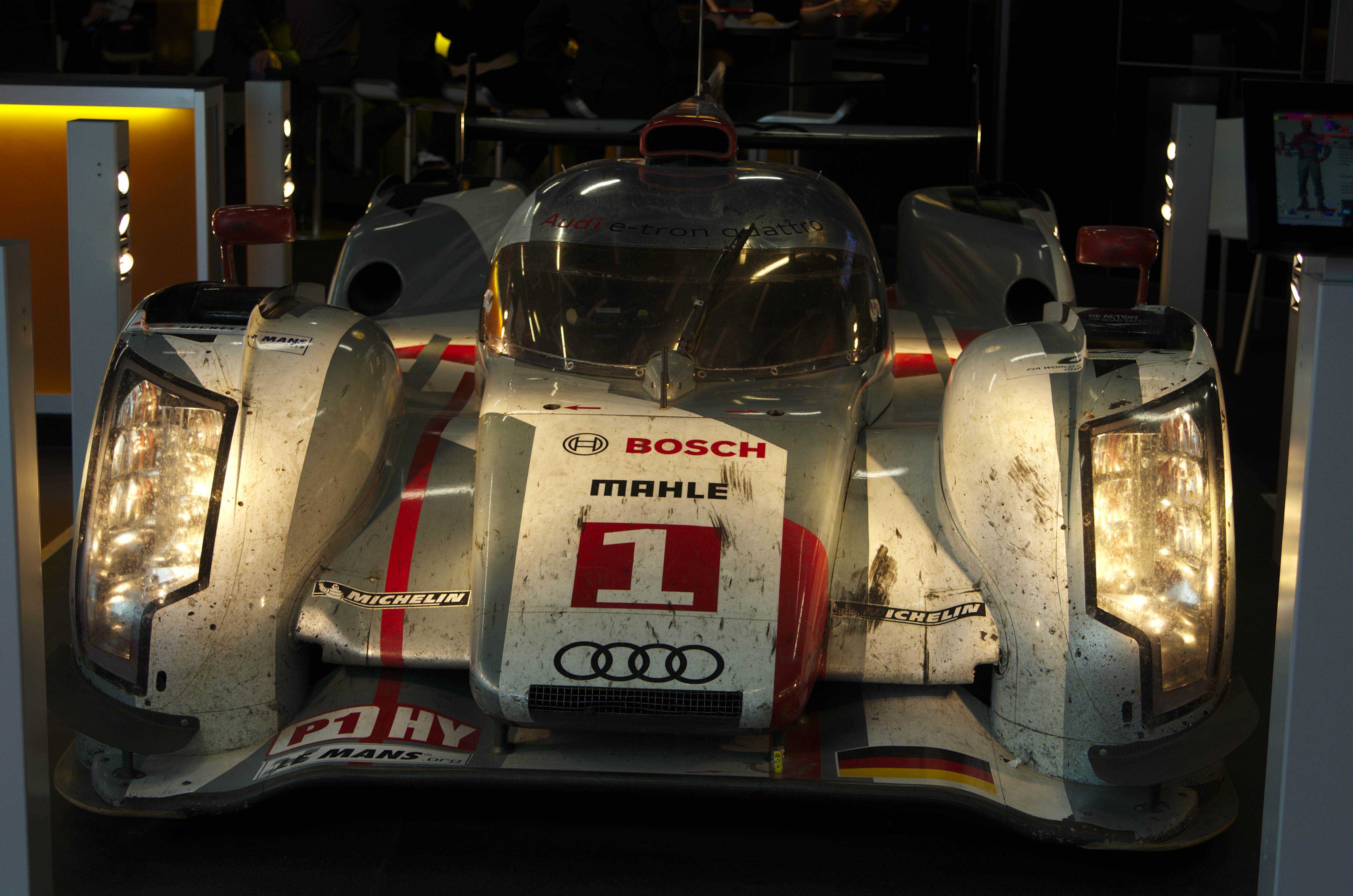
Audi R18 e-tron quattro.

En 2012, alors que l'endurance va connaître une bagarre à trois avec Toyota, Peugeot et Audi tous équipés d'un système hybride, la firme française décide de se retirer. La R18 TDI remporte les 12 Heures de Sebring et les 6 Heures de Spa. Au Mans, durant les premières heures, Toyota et Audi vont se rendre coup pour coup, mais l'abandon des deux Toyota avant la nuit va laisser une lutte entre les quatre Audi R18, deux Diesels, et deux Diesels hybride. Ce sera finalement un doublé pour les Audi R18 e-tron quattro, et une troisième et une cinquième places pour la R18 classique après la course. Audi remporte le WEC, nouveau championnat du monde d'endurance.
En 2013, Audi remporte le championnat du monde d'endurance et les 24 Heures du Mans de nouveau avec la R18 e-tron quattro face à Toyota. 
En 2014, l'équipe réalise un doublé au Mans grâce à l'Audi R18 e-tron quattro, modèle hybride similaire à celui déjà victorieux sur le même circuit en 2012 et 2013. L'équipe ne conserve pas son titre et termine deuxième du championnat du monde d'endurance FIA 2014 derrière Toyota mais devant Porsche.
En 2015, Audi aligne toujours trois voitures à Spa et au Mans et deux sur le championnat du monde d'endurance où sont également présents Nissan, Porsche et Toyota. L'équipe allemande remporte les deux premières manches à Silverstone et à Spa. Pour la première fois depuis 2009, Audi ne remporte pas les 24 Heures du Mans et termine troisième derrière les deux Porsche 919 Hybrid après avoir connu une course ponctuée par de nombreux problèmes de fiabilité.
En 2016, Audi n'utilise que deux prototypes pour l'ensemble des épreuves du championnat y compris lors des 24 Heures du Mans 2016. L'équipe ne parviendra qu'à placer qu'une seule des deux voitures sur le podium avec une troisième place. À la suite de cette épreuve, Leena Gade, ingénieure de course britannique présente dans l'équipe depuis 2007, quitte le Joest Racing. Fin octobre, le constructeur annonce la fin de son engagement dès la fin de la saison afin de concentrer ses ressources sur d'autres disciplines.

## Mazda Team Joest
À la suite de l'arrêt soudain du programme en LMP1 de Audi Sport, le team Joest se retrouve sans programme sportif pour l'année 2017. Mazda qui est engagé depuis quelque temps en IMSA dans le championnat d'endurance nord-américain l'United SportsCar Championship peine à briller avec ses prototypes. John Doonan, directeur de la branche sportive de Mazda Motorpsorts, s'associe avec Reinhold Joest pour mettre en place un programme sportif pour l'année suivante. Oliver Jarvis et René Rast qui ont piloté pour Joest Racing sous l'ère Audi, rejoignent le programme.

## Palmarès
| Date                | Championnat | Épreuve                  | Pilotes                           |
| ------------------- | ----------- | ------------------------ | --------------------------------- |
| 22 avril 1979       | WSC         | 6 Heures de Dijon        | Joest - Merl - Ketterer           |
| 5 août 1979         | WSC         | 6 Heures de Brands Hatch | Joest - Merl                      |
| 2 et 3 février 1980 | WSC         | 24 Heures de Daytona     | Joest - Merl - Stommelen          |
| 25 mai 1980         | WSC         | 1000 km du Nürburgring   | Barth - Stommelen                 |
| 10 avril 1983       | WSC         | 1 000 km de Monza        | Wollek - Boutsen                  |
| 16 et 17 juin 1984  | WSC         | 24 Heures du Mans        | Ludwig - Pescarolo                |
| 15 et 16 juin 1985  | WSC         | 24 Heures du Mans        | Ludwig - Barilla - Krages         |
| 29 juin 1986        | WSC         | 180 km de Nuremberg      | Ludwig                            |
| 5 octobre 1986      | WSC         | 1 000 km de Fuji         | Barilla - Ghinzani                |
| 21 mai 1989         | WSC         | 480 km de Dijon          | Wollek - Jelinski                 |
| 2 et 3 février 1991 | IMSA        | 24 Heures de Daytona     | Wollek - Pescarolo - Krages       |
| 15 et 16 juin 1996  | -           | 24 Heures du Mans        | Wurz - Jones - Reuter             |
| 14 et 15 juin 1997  | -           | 24 Heures du Mans        | Alboreto - Kristensen - Johansson |
| 18 mars 2000        | ALMS        | 12 Heures de Sebring     | Biela - Kristensen - Pirro        |
| 17 et 18 juin 2000  | -           | 24 Heures du Mans        | Biela - Kristensen - Pirro        |
| 30 septembre 2000   | ALMS        | Petit Le Mans            | Alboreto - Capello - McNish       |
| 17 mars 2001        | ALMS ELMS   | 12 Heures de Sebring     | Alboreto - Capello - Aïello       |
| 16 et 17 juin 2001  | -           | 24 Heures du Mans        | Biela - Kristensen - Pirro        |
| 6 octobre 2001      | ALMS ELMS   | Petit Le Mans            | Biela - Pirro                     |
| 16 mars 2002        | ALMS        | 12 Heures de Sebring     | Capello - Pescatori - Herbert     |
| 15 et 16 juin 2002  | -           | 24 Heures du Mans        | Biela - Kristensen - Pirro        |
| 12 octobre 2002     | ALMS        | Petit Le Mans            | Capello - Kristensen              |
| 23 mars 2003        | ALMS        | 12 Heures de Sebring     | Biela - Werner - Peter            |
| 17 et 18 juin 2006  | -           | 24 Heures du Mans        | Biela - Werner - Pirro            |
| 16 et 17 juin 2007  | -           | 24 Heures du Mans        | Biela - Werner - Pirro            |
| 14 et 15 juin 2008  | -           | 24 Heures du Mans        | Capello - Kristensen - McNish     |
| 14 septembre 2008   | LMS         | 1 000 km de Silverstone  | Capello - McNish                  |
| 21 mars 2009        | ALMS        | 12 Heures de Sebring     | Capello - Kristensen - McNish     |
| 11 avril 2010       | LMS         | 8 Heures du Castellet    | Capello - McNish                  |
| 12 et 13 juin 2010  | -           | 24 Heures du Mans        | Bernhard - Dumas - Rockenfeller   |
| 11 et 12 juin 2011  | -           | 24 Heures du Mans        | Fässler - Lotterer - Tréluyer     |
| 17 mars 2012        | WEC         | 12 Heures de Sebring     | Capello - Kristensen - McNish     |
| 16 et 17 juin 2012  | WEC         | 24 Heures du Mans        | Fässler - Lotterer - Tréluyer     |
| 26 août 2012        | WEC         | 6 Heures de Silverstone  | Fässler - Lotterer - Tréluyer     |
| 16 mars 2013        | ALMS        | 12 Heures de Sebring     | Fässler - Jarvis - Tréluyer       |
| 14 avril 2013       | WEC         | 6 Heures de Silverstone  | Kristensen - McNish - Duval       |
| 22 et 23 juin 2013  | WEC         | 24 Heures du Mans        | Kristensen - McNish - Duval       |
| 14 et 15 juin 2014  | WEC         | 24 Heures du Mans        | Fässler - Lotterer - Tréluyer     |
| 12 avril 2015       | WEC         | 6 Heures de Silverstone  | Fässler - Lotterer - Tréluyer     |
| 4 août 2019         | WTSCC       | Road Race Showcase       | Bomarito - Tincknell              |